# فاليريا كافالي
فاليريا كافالي (بالإيطالية: Valeria Cavalli)‏ هي عارضة وممثلة إيطالية، ولدت في 1 نوفمبر 1959 في إيطاليا.

## أعمال

### أفلام
- (1990) الجميع بخير
- (1997) فريق مزدوج
- (2013) الماضي[2]

## وصلات خارجية
- فاليريا كافالي على موقع IMDb (الإنجليزية)
- فاليريا كافالي على موقع قاعدة بيانات الأفلام العربية
- فاليريا كافالي على موقع ألو سيني (الفرنسية)
- فاليريا كافالي على موقع أول موفي (الإنجليزية)
- فاليريا كافالي على موقع قاعدة بيانات الأفلام السويدية (السويدية)
- فاليريا كافالي على موقع قاعدة بيانات الفيلم (الإنجليزية)
- فاليريا كافالي على موقع كينوبويسك (الروسية)